# Japan Transocean Air

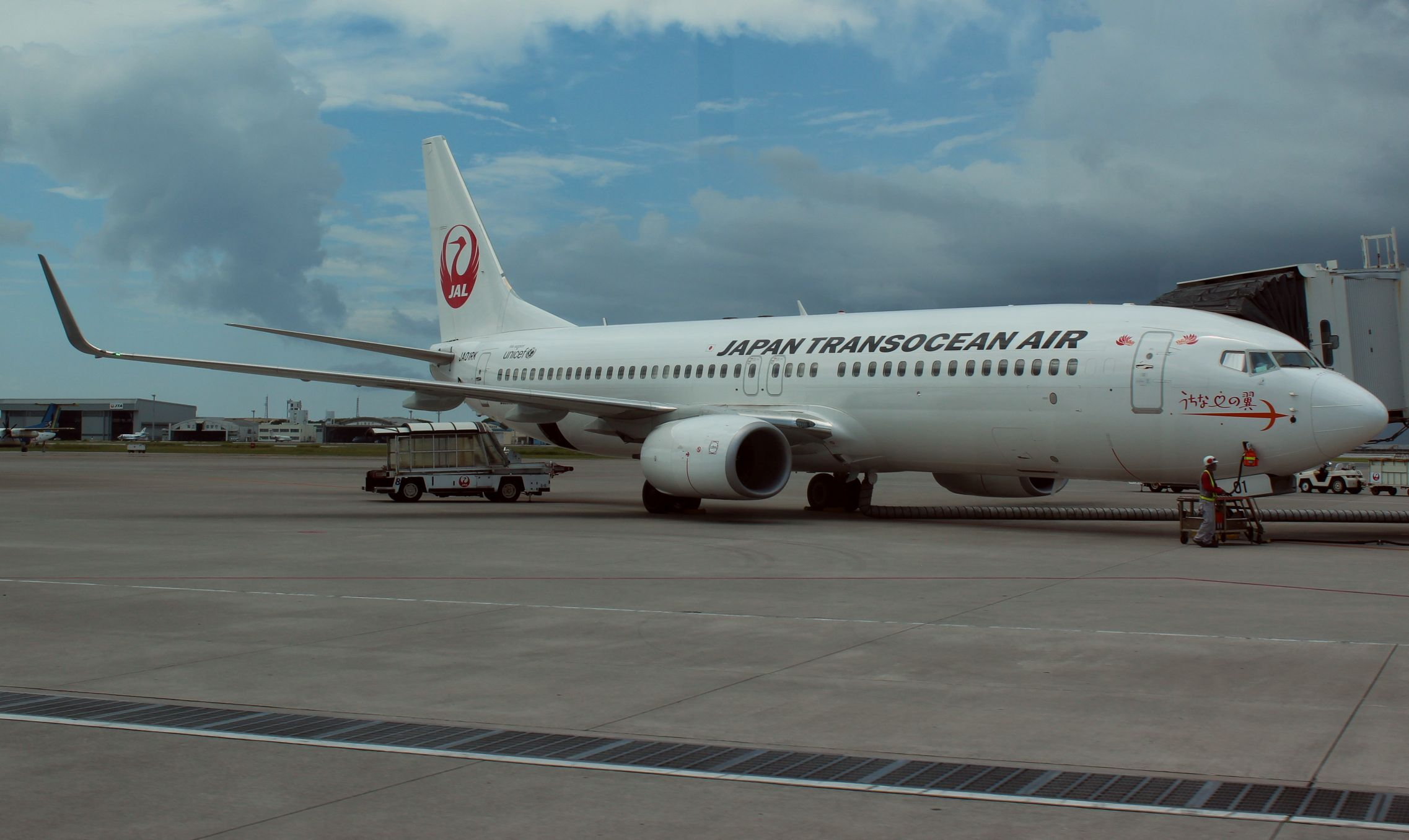
Boeing 737-800

Japan Transocean Air – japońska linia lotnicza z siedzibą w Naha na Okinawie. Należy od linii lotniczych Japan Airlines. Obsługuje połączenia krajowe. Głównym węzłem jest Port lotniczy Naha.
Linia została założona w 1967 pod nazwą Southwest Air Lines, w lipcu 1993 przyjęła obecną nazwę.

## Porty docelowe
| Państwo | Miasto   | Port lotniczy          | Uwagi     |
| ------- | -------- | ---------------------- | --------- |
| Japonia | Fukuoka  | Port lotniczy Fukuoka  |           |
| Japonia | Ishigaki | Port lotniczy Ishigaki |           |
| Japonia | Komatsu  | Port lotniczy Komatsu  |           |
| Japonia | Kumejima | Port lotniczy Kumejima |           |
| Japonia | Miyako   | Port lotniczy Miyako   |           |
| Japonia | Nagoja   | Port lotniczy Chūbu    |           |
| Japonia | Naha     | Port lotniczy Naha     | Hub linii |
| Japonia | Okayama  | Port lotniczy Okayama  |           |
| Japonia | Osaka    | Port lotniczy Kansai   |           |

## Flota
Według stanu na styczeń 2025 flota Japan Transocean Air składała się z 14 samolotów o średnim wieku 7,8 lat:
| Samolot        | Samolot | Samolot   | Liczba miejsc | Liczba miejsc | Liczba miejsc | Uwagi |
| Model          | Aktywne | Zamówione | B             | E             | Łącznie       | Uwagi |
| -------------- | ------- | --------- | ------------- | ------------- | ------------- | ----- |
| Boeing 737-800 | 14      | -         | 20            | 145           | 165           |       |
| Łącznie        | 14      | 0         |               |               |               |       |